# 大阪市南港中央野球場
大阪市南港中央野球場（おおさかしなんこうちゅうおうやきゅうじょう）は、大阪府大阪市住之江区の南港中央公園内にある野球場。施設は大阪市が所有し、2014年（平成26年）4月1日より指定管理者として南港中央SAグループ（代表者:大阪スポーツみどり財団、構成員:イオンディライト株式会社）が運営管理を行っている。
2025年（令和7年）3月1日より、同市の印刷会社である株式会社渡辺護三堂との命名権契約による「GOSANDO南港野球場」の愛称が使用されている。

## 概要
1987年（昭和62年）に開場したが、当初は他の大阪市営公園の野球場と同様に全面土の野球場だった。1995年（平成7年）の改修によって、当初の野球場は一旦更地に戻され、スタンドとナイター照明を備えた全面人工芝の野球場に生まれ変わった。本塁から投手板を経て二塁へ向かう線の向きも南から南南西に変更された。

建設前の計画段階（1980年代中盤）には、当時大阪スタヂアムに本拠地を置いていた南海ホークス（現在の福岡ソフトバンクホークス）の本拠地移転を視野に、3万人程度を収容できるスタンドを設ける構想があった。しかし、1988年（昭和63年）の球団売却・移転によって、構想自体が消滅した。
その一方で、大阪市内では1990年代後半から、中心部に存在していた大阪スタヂアムや日本生命球場が再開発や老朽化などで閉鎖・解体。市内に残る屋外型の本格的な野球場は、住之江公園内の野球場など数球場にとどまっていた。このような経緯から、当球場は、後年建設された舞洲ベースボールスタジアム（舞洲スポーツアイランド）とともにアマチュア野球の公式戦を中心に使われている。その一方でプロ野球については、一軍・二軍とも公式戦開催の実績がない。
高校野球では例年、全国高等学校野球選手権大阪大会の開催会場の一つとして使用。日本の高校球児による選抜チーム（日本代表）が出場した2015 WBSC U-18ワールドカップの期間中には、舞洲ベースボールスタジアム・豊中ローズ球場とともに、グループリーグの試合の開催会場になった。グループラウンドの上位チームを対象にした「スーパーラウンド」でも、2015年（平成27年）9月3日にキューバ対オーストラリア戦が開かれている。
大学野球では、関西学生野球・関西六大学野球・近畿学生野球・阪神大学野球の公式戦を随時開催している。
2019年より関西独立リーグに参加した堺シュライクスがホームゲームを実施している
て、2019年は主催22試合中最多となる15試合を開催した。2020年からは堺市の原池公園にオープンした野球場を本拠としているが、当球場での公式戦も継続されている。
2019年（令和元年）11月から2020年（令和2年）3月の改修によって、透水性砂入り人工芝からロングパイル人工芝へ張替えられた。
2025年　大阪市の企業　渡辺護三堂　がネーミングライツ権を取得、スタジアム名が「GOSANDO南港野球場」となる。

## 施設
- 全面：ロングパイル人工芝
- グラウンド面積：13,800m2
- 両翼：98m、中堅：122m
- 照明設備：6基（最大照度：投捕間2000Lx）
- 収容人員：10,000人（内野：ネット裏1,984人（背もたれ付きセパレート席）、一・三塁側2,314人（ベンチ席）、外野：6,000人（芝生））
- スコアボード：電光掲示板
  - 打順・審判表示部は全面カラー表示が可能。なお日本宝くじ協会の助成を受けて設置した為、「宝くじからの贈り物」の表記がバックスクリーン右側にある。

## 交通
- Osaka Metro南港ポートタウン線・ポートタウン東駅下車後徒歩約5分
- 南海バス堺南港線・ポートタウン東停留所下車